# Oviraptorinae
De Oviraptorinae zijn een groep dinosauriërs binnen de groep van de Oviraptoridae.
In 1976 benoemde Barsbold een subfamilie Oviraptorinae. In 2004 gaf Osmólska voor het eerst een definitie als klade: de groep bestaande uit de laatste gemeenschappelijke voorouder van Oviraptor philoceratops en Citipati osmolskae en al zijn afstammelingen. Oviraptorinae is vermoedelijk de zusterklade van Ingeniinae binnen de Oviraptoridae maar dit is niet per definitie zo.